# 相木隼斗
相木 隼斗（あいき はやと、1998年12月21日 - ）は、北海道苫小牧市出身のプロアイスホッケー選手。ポジションはフォワード。アジアリーグアイスホッケーのレッドイーグルス北海道に所属。

## 経歴
2017-2018シーズンよりアジアリーグアイスホッケーの王子イーグルスへ入団。
2024年5月15日に2024年-25年シーズンの契約を結んだ。

## 選手としての特徴
明るい性格と積極的なファンとの交流でチーム一、二を争う人気を博している。プレーでは豊富な運動量を誇り、前線からの積極的なチェックでチームに勢いをもたらす。

## 人物
羽生結弦のモノマネ芸人として有名となったあいきけんたは実兄である。　

## 詳細情報

### 個人記録
| 2017-18                        | 王子                           | アジア                         | 15  | 1  | 1  | 2  | 4  | 10 | 0  | 0  | 0  | 0  |
| 2018-19                        | 王子                           | アジア                         | 32  | 0  | 4  | 4  | 35 | 3  | 0  | 0  | 0  | 6  |
| 2019-20                        | 王子                           | アジア                         | 36  | 4  | 2  | 6  | 16 | 3  | 0  | 1  | 1  | 2  |
| 2020-21                        | 王子                           | ジャパン                       | 4   | 1  | 1  | 2  | 0  | -- | -- | -- | -- | -- |
| 2021-22前期                    | レッド                         | ジャパン                       | 14  | 1  | 2  | 3  | 10 | -- | -- | -- | -- | -- |
| 2021-22後期                    | レッド                         | ジャパン                       | 8   | 0  | 3  | 3  | 0  | 3  | 0  | 1  | 1  | 6  |
| 2022-23                        | レッド                         | アジア                         | 31  | 6  | 4  | 10 | 10 | -- | -- | -- | -- | -- |
| アジアリーグ通算               | アジアリーグ通算               | アジアリーグ通算               | 104 | 11 | 11 | 22 | 65 | 16 | 0  | 1  | 1  | 2  |
| アジアリーグジャパンカップ通算 | アジアリーグジャパンカップ通算 | アジアリーグジャパンカップ通算 | 26  | 2  | 6  | 8  | 10 | 3  | 0  | 1  | 1  | 6  |